# 閉じたクラス
閉じたクラス（とじたくらす）とは、単語などの分類群で、比較的個数が少なく、新たに作ることが難しい群を指す。開いたクラスの反対。
閉じたクラスの典型的なものには、文法機能を持つが独自の意味を持たない、助詞・接置詞・助動詞・冠詞などの品詞（付属語）、あるいは活用や格変化などを示す接辞などがある。
助動詞や形式名詞などは、開いたクラスの語が文法化して閉じたクラスになったものである。さらに「上」「前」「左」などの位置・方向を表す名詞（一般には「何々の」をつけないと意味が通らない）なども、閉じたクラスということができる。
代名詞も多くの言語で閉じたクラスであるが、日本語では多数の名詞が人称代名詞に転用されているため、むしろ開いたクラスに近い。ただし「これ」「そこ」「あいつ」「どちら」などの指示・疑問代名詞は閉じている。
形容詞は多くの言語で開いたクラスに含められる。しかし、一部の言語では形容詞として「大きい」「小さい」などのごく基本的なものしか持たないものもある。この場合には形容詞は閉じたクラスであり、それ以上の形容には名詞と形容詞や動詞との組み合わせを用いることになる。